# Ulf Ekstam
Ulf Torsten Ekstam (Helsinki, 30 aprile 1941) è un ex sciatore alpino finlandese.

## Biografia
Sciatore polivalente, Ekstam debuttò in campo internazionale in occasione dell'Internationalen Adelbodner Skitage 1958 (Adelboden, 5-6 gennaio), senza completare lo slalom gigante, e ai Campionati mondiali a Badgastein 1958, dove si classificò 36º nello slalom gigante (l'unica gara nella quella prese il via); nella rassegna iridata di Chamonix 1962 si piazzò 34º nella discesa libera, 43º nello slalom gigante, 11º nello slalom speciale e 11º nella combinata e ai IX Giochi olimpici invernali di Innsbruck 1964, suo esordio olimpico, fu 26º nella discesa libera, 36º nello slalom gigante e non concluse lo slalom speciale. Nel prosieguo di quella stagione 1963-1964 si classificò 3º nella discesa libera di Gällivare (22 marzo) e nella successiva stagione 1964-1965 si piazzò 2º nello slalom gigante della Kleinwalsertal (6 febbraio).
In Coppa del Mondo esordì nella stagione inaugurale del circuito, il 14 gennaio 1967 a Wengen in discesa libera (39º), e conquistò il miglior risultato il giorno successivo nella medesima località in slalom speciale (17º); l'anno dopo partecipò ai X Giochi olimpici invernali di Grenoble 1968, sua ultima presenza olimpica e iridata, classificandosi 30º nella discesa libera, 36º nello slalom gigante, 18º nello slalom speciale e 10º nella combinata, disputata in sede olimpica ma valida solo ai fini dei Mondiali 1968. Si ritirò al termine di quella stessa stagione 1967-1968 e la sua ultima gara internazionale fu lo slalom speciale di Coppa del Mondo disputato a Oslo il 25 febbraio, chiuso da Ekstam al 21º posto.

## Palmarès

### Universiadi
- 1 medaglia[10]:
  - 1 argento (slalom speciale a Villars-sur-Ollon 1962)